# Falmer
Falmer är en ort och civil parish i Storbritannien.   Den ligger i grevskapet East Sussex och riksdelen England, i den södra delen av landet, 70 km söder om huvudstaden London. Falmer ligger 97 meter över havet och antalet invånare är 281.
I Falmer finns fotbollsarenan Falmer Stadium.
Terrängen runt Falmer är huvudsakligen platt, men åt nordväst är den kuperad. Runt Falmer är det mycket tätbefolkat, med 1 135 invånare per kvadratkilometer. Närmaste större samhälle är Brighton, 6,0 km sydväst om Falmer. Trakten runt Falmer består till största delen av jordbruksmark.